# Zouping
Zouping (邹平市S, Zōupíng ShìP) è una città-contea della Cina, situata nella provincia dello Shandong e amministrata dalla prefettura di Binzhou.